# プロジェクト・エクセルシオ

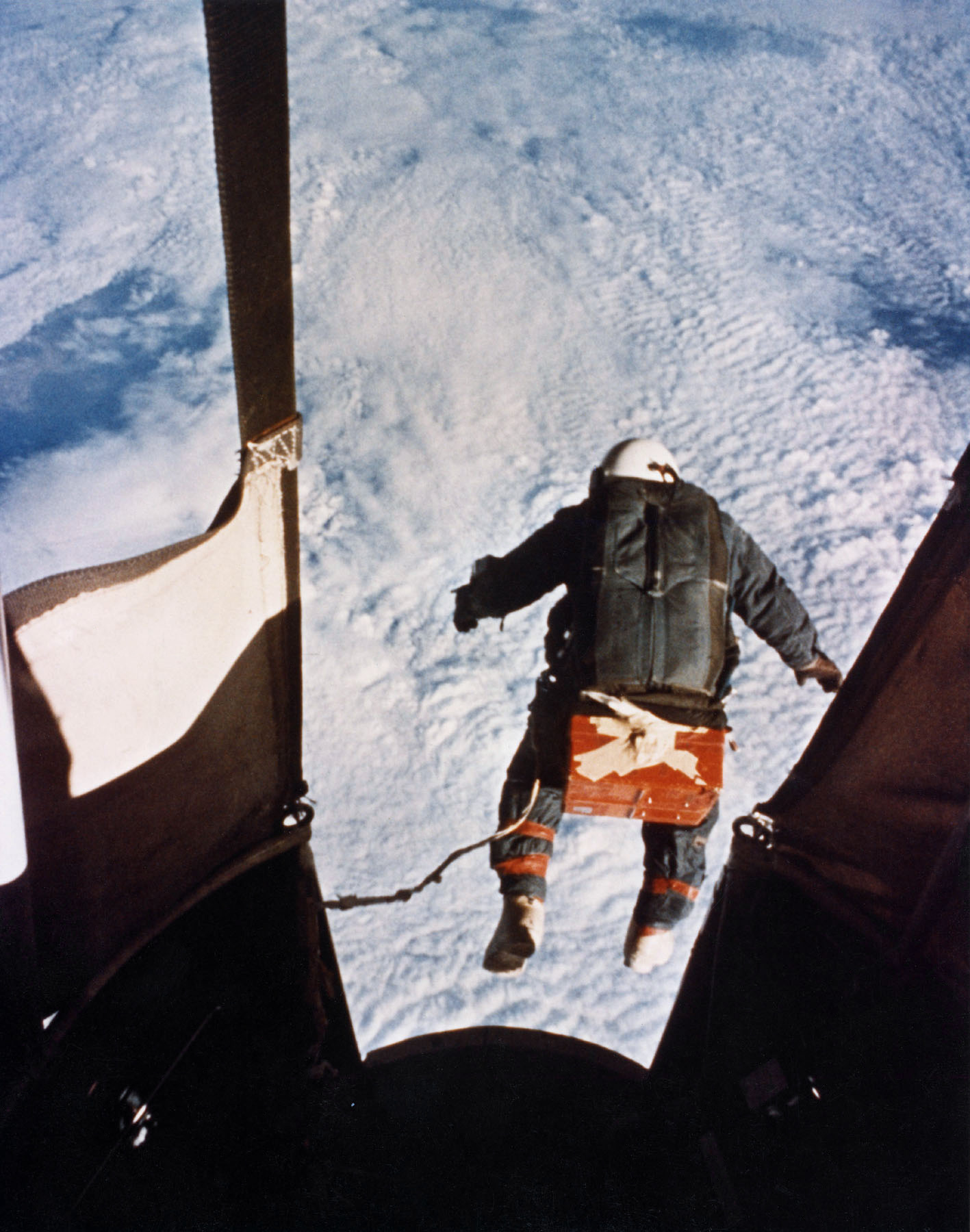

プロジェクト・エクセルシオ（Project Excelsior）とは、アメリカ空軍のジョゼフ・キッティンジャー大尉によって1959年・1960年に行われた成層圏からのパラシュート降下実験である。
この実験により最高気球高度・最高パラシュート降下開始高度102,800フィート（31,330 m、レーダー測定）、最長ドローグシュート降下時間4.5分間、乗り物を使わない最大大気中速度614 mph（988 km/h、該当高度での遷音速）が樹立された（米空軍記録でありFAIへの航空宇宙世界記録申請は行われていない）。このうち降下開始高度・最大大気中速度の2つは、2012年にレッドブル・ストラトスでフェリックス・バウムガルトナーに破られるまで世界記録であったほか、最長ドローグシュート降下時間については現在も世界記録である。

## 実験の概要
1950年代に航空宇宙技術が飛躍的に進展し、航空機がより高々度に到達できるようになった。アメリカ空軍は航空機乗組員が高空から機外脱出を行う際の安全性を問題視し、人体模型を用いたフリーフォール実験を行った。この実験からは降下中には200回転/分ものスピンが発生し、極めて危険であるとの結果が得られた。

## 実験の背景
1955年から1958年にかけて行われた成層圏への気球による到達を目的とする実験、プロジェクト・マンハイ（Project Manhigh）においては、高度29,500-30,900 mに到達することに成功した。浮上には61 m高・85,000 m³の容量をもつヘリウム気球と、とりつけた非気密構造のゴンドラを用いた。（このため、搭乗者は高空の環境に対応するため完全与圧服の着用が必要であり、極寒に対応するためのウェアリングも必要であった）
プロジェクト・エクセルシオはこの成果を踏まえて行われた。
オハイオ州ライト・パターソン空軍基地の技師　フランシス・ビュープレ（Francis Beaupre）らによって開発された多段パラシュート降下システムが用意された。これは高空でのスピン対策用の直径2 m級パラシュートと、低空で使用する減速用8.5 m級パラシュートを組み合わせたもので、高度センサーによる自動開傘を行えるように設計された。
このプロジェクトにおいては、プロジェクトディレクターであったジョゼフ・キッティンジャーが搭乗者を務めた。

## 降下実験
最初の実験（エクセルシオI）は1959年11月16日に行われ、キッティンジャーは高度23,300 mからの降下を行った。この実験ではスピン対策用のパラシュートが早く開きすぎたため、120回/分のスピンが発生した。このためキッティンジャーは意識を失ったものの、自動的に高度3,000 mで減速パラシュートが展開したため命に別状は無かった。
この事故にもかかわらず、キッティンジャーは2度目の実験を3週間後の12月11日に行った。この実験（エクセルシオII）においては高度22,800 mからの降下を行い、高度16,800 mからパラシュートを用いないフリーフォールに移行した。
3度目となる最後の実験（エクセルシオIII）では右手グローブの不良による気密漏れが発生し、キッティンジャーが右手に激痛を訴えた。しかし彼は実験が中断されることを恐れてこの事故を地上クルーに報告せずに実験を強行した。気密漏れによって右手の温度が低下し右手が使えないにもかかわらず1960年8月16日、1時間31分で31,300 mに達し、デイビッド・シモンズ（David Simmons）空軍大尉による気球の浮上高度記録（30,942 m、1957年）を塗り替えた。
この高度でキッティンジャーは12分間、気球が降下予定地点に移動するまで待機した。降下開始後、スピン対策用のパラシュートを展開させた後4分36秒降下し、高度5,300 mで減速パラシュートを展開させニューメキシコ州の砂漠に着地した。降下時間の総計は13分45秒であった。
これはパラシュート降下開始高度の当時の最高値となり、2012年10月まで破られなかった。但し高々度での姿勢安定にパラシュートを使用したためフリーフォールとしての高度記録は樹立できなかった。パラシュート高度に関する国際航空連盟公認世界記録は現在フリーフォール距離24,500 m（1962年エフゲニー・アンドレーエフ、ソビエト連邦）のみである。超高々度からのフリーフォールを目指す計画は複数存在し、宇宙空間からのフリーフォール競技の議論もある。
実験中の気温は最低で-70℃に達し、フリーフォール中の速度は988 km/hに達した。（尚、のちにキッティンジャーはインタビューに答え、最高速度は1,149 km/hに達したと発言している）しかし、キッティンジャーは「雲圏に突入するまでスピードを感じなかった」と述べた。高空における音速は低温のため（気圧は直接には関与しない）地上よりも遅くなるが、このフリーフォール中の速度については614 mphを714 mphとした誤記から超音速という伝承が生じたもので、米空軍の記録614 mphに基づくマッハ数は0.9となり本人も手記で音速の9割と述べている。
この実験が高空における航空機からの安全な脱出法の研究に与えた功績により、キッティンジャーはアイゼンハワー大統領からハーモン・トロフィーを授与された。また同様に、殊勲飛行十字章、J・J・ジェフェリーズ賞（J.J. Jeffries Award）、A・レオ・スティーヴンス・パラシュートメダル（英語: A. Leo Stevens Parachute Medal）、ウイングフット・ライター・ザン・エア・ソーシェイティー記念賞（Wingfoot Lighter-Than-Air Society Achievement Award）などを受賞した。

## ジョゼフ・キッティンジャー
ジョゼフ・キッティンジャー（Joseph William Kittinger II）は1928年7月27日フロリダ州タンパ生まれのアメリカ空軍パイロット。本項の高々度気球到達以外にも初の単独大西洋気球横断を成功させた。通称ジョー・キッティンジャー。
フロリダ大学で学び、スピードボート競技経験から航空志向となり1950年にアメリカ空軍入隊。気球による高々度実験に参加した後、ベトナム戦争に出征しA-26およびF-4の搭乗員となる。1972年、撃墜され捕虜となり、ハノイ・ヒルトンに収監される。
1978年に大佐で退役後、マーティン・マリエッタに入社。以後気球競技に携わり、1984年に気球を用いて単独での大西洋横断飛行に成功する。
2007年現在フロリダ州オーランド居住。航空関連のコミュニティ運営・コンサルティングを行っている。
2008年、レッドブル・ストラトスのプロジェクトアドバイザーに就任。2012年10月14日、同プロジェクトによって自身の持つ高度、最高落下速度が更新される。

## 実験の反響と生かされなかった教訓
プロジェクト・マンハイとプロジェクト・エクセルシオの成功は、当時のアメリカ国内に大きな反響を巻き起こし、キッティンジャーを始めとするパイロットたちは「（広義の意味での）宇宙へ初めて到達した人類」として大きな賞賛を集めた。キッティンジャーはこの功績で2度の空軍殊勲十字章を授与され、また、アイゼンハワー大統領からハーモン・トロフィーを授けられた。
しかし、この出来事の僅か1年後にソビエト連邦はボストーク1号でユーリイ・ガガーリンを宇宙へ送り出す事に成功、キッティンジャーたちの挑戦は過去の出来事として忘れ去られていった。
キッティンジャーはこの2つの実験のデータを元に、宇宙船の安全な運行のための下記の二つの提言をNASAに対して行ったが、いずれも当時のNASAの宇宙開発計画で真摯に受け入れられる事がなかった事を、後にドイツの放送局が制作したドキュメンタリー番組で語っている。この番組は日本ではNHKの「BS世界のドキュメンタリー <シリーズ　宇宙に挑む> 宇宙への知られざる第一歩」として放送された。
その提言とはこのような内容であったという。
- 宇宙船内を純粋な酸素で満たす事は、出火対策上極めて困難な技術的課題が多く、万一の事故の際には飛行士を生命に関わる危険な事態に晒す事になるため厳に慎む事。
- 宇宙船が打ち上げ中に故障を起こした際に、飛行士がパラシュートを用いて個人単位で安全に脱出できるような緊急脱出装置（例えば射出座席など）を備え付ける事。

しかし、当時のNASAはこの提言を受け入れる事はなかった。
番組内でキッティンジャーは「あの時この二つの提言を受け入れてもらえていれば、後のアポロ1号の火災やチャレンジャー号爆発事故で死亡した飛行士たちの命が救えていたかもしれない」と述懐している。